# Łysina (Beskid Wyspowy)

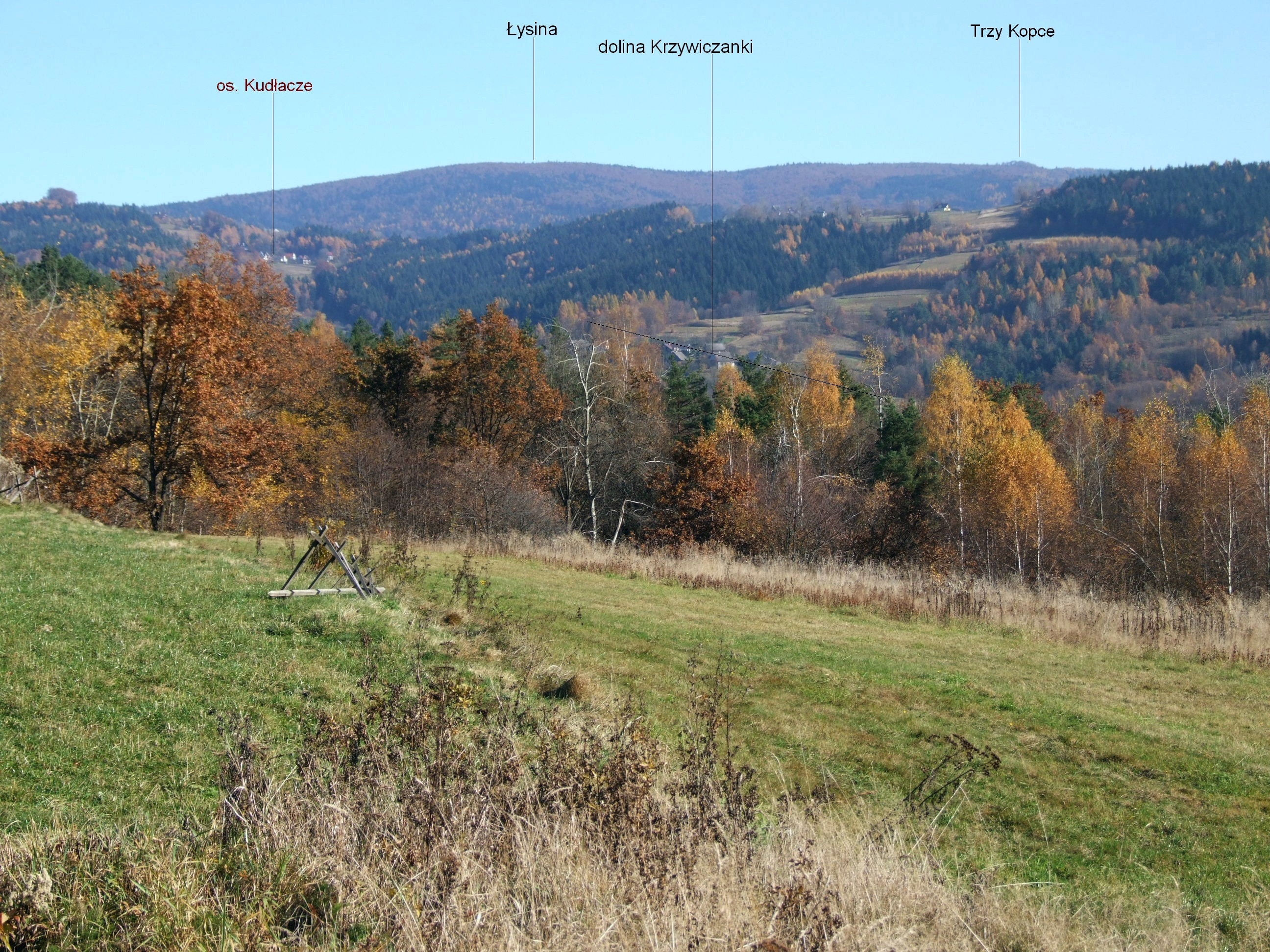
Widok na Łysinę z grzbietu Krzywickiej Góry

Łysina (891 m) – drugi co do wysokości szczyt w Paśmie Lubomira i Łysiny.

## Topografia
Pasmo Lubomira i Łysiny według regionalizacji Polski opracowanej przez Jerzego Kondrackiego należy do Beskidu Wyspowego. Na mapach i w przewodnikach turystycznych czasami zaliczane jest do Beskidu Makowskiego, co jest zgodne z dawnymi opracowaniami, uwzględniającymi zasięgi grup etnograficznych: podnóża Łysiny i Lubomira zamieszkiwali Krakowiacy zachodni, podczas gdy charakterystyczna dla Beskidu Wyspowego grupa Lachów szczyrzyckich zamieszkuje na wschód od Cietnia, natomiast Kliszacy nie przekraczają Przełęczy Wierzbanowskie.
Łysina położona jest we wschodniej części Pasma Lubomira i Łysiny. Znajduje się w sąsiedztwie Trzech Kopców. Od wysokości ok. 700 m n.p.m. stoki są całkowicie pokryte lasem. Na północny zachód od wierzchołka ciągnie się łagodnie opadający grzbiet, na którym, na górnym skraju polany Nad Nowinami znajduje się Schronisko PTTK na Kudłaczach, a nieco niżej – zabudowania przysiółka Kudłacze. Północno-wschodni stok opada natomiast w kierunku zwornikowej Przełęczy Suchej (708 m), od której odbiega grzbiet Kamiennika Południowego i Kamiennika Północnego (827 m). Grzbiety Łysiny i Kamiennika oddziela głęboka dolina Kamieniczanki. Łysina jest całkowicie zalesiona. Dawniej na jej szczycie i grzbiecie istniała polana Duska, jednak zarosła już całkowicie lasem.

## Historia
W 1914 na grzbiecie od Łysiny do Lubomira zajęły pozycje obronne wojska austriacko-węgierskie. Żołnierze wykopali tutaj widoczne do dzisiaj rowy strzeleckie i rowy dobiegowe o łącznej długości 170 m. Również w czasie II wojny światowej Łysina była terenem działań wojennych. W lipcu 1944 partyzanci myślenickiego obwodu AK „Murawa” założyli na północnych stokach Łysiny bazę składającą się z kilku baraków i namiotów dla partyzantów i dowódcy o pseudonimie „Kulesza”. W bazie była także radiostacja komendy krakowskiego okręgu AK. i miała ona telefoniczne połączenie z kilkoma punktami obserwacyjnymi założonymi na Kamienniku, Łysinie i przysiółku Kudłacze (w pobliżu obecnego schroniska PTTK na Kudłaczach). W bazie tej przebywała tylko niewielka część oddziału, zgromadzono natomiast większość zaopatrzenia. Pod bukiem, przy obecnym rozdrożu szlaków była kapliczka, w której odprawiał msze polowe ksiądz Stanisław Główka (pseudonim „Robak”). Gdy jednak we wrześniu 1944 Niemcy ściągnęli znaczne siły wojskowe dla zwalczenia partyzantów, ci w nocy z 15 na 16 września wycofali się z bazy. Została ona przez wojska niemieckie całkowicie zniszczona.
Na północnych stokach Łysiny, w pobliżu żółtego szlaku turystycznego, nieco powyżej Suchej Polany znajdują się dwie symboliczne mogiły. Nie są to jednak mogiły partyzantów. Jedna z nich to mogiła zastrzelonego przez partyzantów konfidenta gestapo o pseudonimie „Orlik”, druga była usypaną z ziemi makietą pasma Lubomira i Łysiny i służyła do szkoleń taktycznych.

## Szlaki turystyczne
czerwony: (Mały Szlak Beskidzki): Myślenice – Kudłacze – Łysina – Lubomir – Kasina Wielka – Lubogoszcz – Mszana Dolna
 żółty: Lubień – Łysina – Przełęcz Sucha – Kamiennik – Dobczyce – Chorągwica – Wieliczka
 czarny: Pcim – Kudłacze – Łysina
 zielony: Kudłacze – Przełęcz Sucha – Kamiennik – Poręba – Myślenice (szlak omija szczyt od północy).